# Гарцијере (Виченца)
Гарцијере је насеље у Италији у округу Виченца, региону Венето.
Према процени из 2011. у насељу је живело 28 становника. Насеље се налази на надморској висини од 186 м.